# WNBA Draft 2009
Der 13. WNBA Draft fand am 9. April 2009 statt. Die 13 WNBA-Teams hatten dabei die Chance sich die Rechte an den hoffnungsvollsten Talenten zu sichern. Jedes Team darf pro Runde eine Spielerin auswählen.

## Der Draft 2009
Da die Houston Comets am 2. Dezember 2008 den Spielbetrieb einstellten, fand am 8. Dezember ein Dispersal Draft statt.
Am 9. Dezember 2008 wurde die Auswahlreihenfolge bei einer Lotterie festgelegt. Diese gewannen die Atlanta Dream vor den Washington Mystics.
Der WNBA Draft selbst ging über drei Runden. Somit wurden insgesamt 39 Spielerinnen ausgewählt. Den Hauptanteil mit 35 Spielerinnen stellten die Vereinigten Staaten.

## Dispersal Draft
| #  | Spielerin       | Nationalität       | WNBA-Mannschaft          | vorherige WNBA-Mannschaft |
| -- | --------------- | ------------------ | ------------------------ | ------------------------- |
| 1  | Sancho Lyttle   | Vereinigte Staaten | Atlanta Dream            | Houston Comets            |
| 2  | Matee Ajavon    | Vereinigte Staaten | Washington Mystics       | Houston Comets            |
| 3  | Mistie Williams | Vereinigte Staaten | Chicago Sky              | Houston Comets            |
| 4  | Roneeka Hodges  | Vereinigte Staaten | Minnesota Lynx           | Houston Comets            |
| 5  | Sequoia Holmes  | Vereinigte Staaten | Phoenix Mercury          | Houston Comets            |
| 6  | Erica White     | Vereinigte Staaten | Indiana Fever            | Houston Comets            |
| 7  | Ranae Camino    | Frankreich         | Sacramento Monarchs      | Houston Comets            |
| 8  | abgelehnt       | –                  | New York Liberty         | Houston Comets            |
| 9  | abgelehnt       | –                  | Los Angeles Sparks       | Houston Comets            |
| 10 | abgelehnt       | –                  | Connecticut Sun          | Houston Comets            |
| 11 | abgelehnt       | –                  | Detroit Shock            | Houston Comets            |
| 12 | abgelehnt       | –                  | Seattle Storm            | Houston Comets            |
| 13 | abgelehnt       | –                  | San Antonio Silver Stars | Houston Comets            |

Die beiden Comets Spielerinnen Tamecka Dixon und Shannon Johnson wurden im Draft von keiner Mannschaft ausgewählt und wurden dadurch zu Free Agents. Fünf weitere Spielerinnen der Comets (Latasha Byears, Mwadi Mabika, Hamchétou Maïga-Ba, Michelle Snow und Tina Thompson) lief der Vertrag am Ende der Saison 2008 aus, deshalb wurden sie noch vor dem Dispersal Draft zu Free Agents.

## WNBA Draft

### Runde 1
| Pick | Spielerin              | Nationalität       | WNBA-Team                                                       | College/Junior/Klub-Team         |
| ---- | ---------------------- | ------------------ | --------------------------------------------------------------- | -------------------------------- |
| 1    | Angel McCoughtry       | Vereinigte Staaten | Atlanta Dream                                                   | University of Louisville         |
| 2    | Marissa Coleman        | Vereinigte Staaten | Washington Mystics                                              | University of Maryland           |
| 3    | Kristi Toliver         | Vereinigte Staaten | Chicago Sky                                                     | University of Maryland           |
| 4    | Renee Montgomery       | Vereinigte Staaten | Minnesota Lynx                                                  | University of Connecticut        |
| 5    | DeWanna Bonner         | Vereinigte Staaten | Phoenix Mercury                                                 | Auburn University                |
| 6    | Briann January         | Vereinigte Staaten | Indiana Fever                                                   | Arizona State University         |
| 7    | Courtney Paris         | Vereinigte Staaten | Sacramento Monarchs                                             | University of Oklahoma           |
| 8    | Kia Vaughn             | Vereinigte Staaten | New York Liberty                                                | Rutgers University               |
| 9    | Quanitra Hollingsworth | Vereinigte Staaten | Minnesota Lynx (von Los Angeles Lakers, via Washington Mystics) | Virginia Commonwealth University |
| 10   | Chante Black           | Vereinigte Staaten | Connecticut Sun                                                 | Duke University                  |
| 11   | Shavonte Zellous       | Vereinigte Staaten | Detroit Shock                                                   | University of Pittsburgh         |
| 12   | Ashley Walker          | Vereinigte Staaten | Seattle Storm                                                   | University of California         |
| 13   | Lindsay Wisdom-Hylton  | Vereinigte Staaten | Los Angeles Sparks (von Atlanta Dream)                          | Purdue University                |

### Runde 2
| Pick | Spielerin          | Nationalität       | WNBA-Team                                                    | College/Junior/Klub-Team |
| ---- | ------------------ | ------------------ | ------------------------------------------------------------ | ------------------------ |
| 14   | Megan Frazee       | Vereinigte Staaten | San Antonio Silver Stars                                     | Liberty                  |
| 15   | Rashanda McCants   | Vereinigte Staaten | Minnesota Lynx (von Washington Mystics)                      | North Carolina           |
| 16   | Danielle Gant      | Vereinigte Staaten | Chicago Sky                                                  | Texas A&M                |
| 17   | Lyndra Littles     | Vereinigte Staaten | Connecticut Sun                                              | Virginia                 |
| 18   | Britany Miller     | Vereinigte Staaten | Detroit Shock (von Phoenix Mercury, via Atlanta Dream)       | Florida State            |
| 19   | Christina Wirth    | Vereinigte Staaten | Indiana Fever                                                | Vanderbilt               |
| 20   | Whitney Boddie     | Vereinigte Staaten | Sacramento Monarchs                                          | Auburn                   |
| 21   | Abby Waner         | Vereinigte Staaten | New York Liberty                                             | Duke                     |
| 22   | Ashley Paris       | Vereinigte Staaten | Los Angeles Sparks                                           | Oklahoma                 |
| 23   | Camille LeNoir     | Vereinigte Staaten | Washington Mystics (von Connecticut Sun, via Minnesota Lynx) | Southern California      |
| 24   | Jelena Milovanovic | Serbien            | Washington Mystics (von Detroit Shock)                       | MKB Euroleasing Sopron   |
| 25   | Shalee Lehning     | Vereinigte Staaten | Atlanta Dream (von Seattle Storm)                            | Kansas State             |
| 26   | Sonja Petrovic     | Serbien            | San Antonio Silver Stars                                     | Serbia                   |

### Runde 3
| Pick | Spielerin         | Nationalität       | WNBA-Team                              | College/Junior/Klub-Team |
| ---- | ----------------- | ------------------ | -------------------------------------- | ------------------------ |
| 27   | Jessica Morrow    | Vereinigte Staaten | Atlanta Dream                          | Baylor                   |
| 28   | Josephine Owino   | Kenia              | Washington Mystics                     | Union                    |
| 29   | Jenifer Risper    | Vereinigte Staaten | Chicago Sky                            | Vanderbilt               |
| 30   | Emily Fox         | Vereinigte Staaten | Minnesota Lynx                         | Minnesota                |
| 31   | Sha Brooks        | Vereinigte Staaten | Phoenix Mercury                        | Florida                  |
| 32   | Danielle Campbell | Vereinigte Staaten | Indiana Fever                          | Purdue                   |
| 33   | Morgan Warburton  | Vereinigte Staaten | Sacramento Monarchs                    | Utah                     |
| 34   | Jessica Adair     | Vereinigte Staaten | Phoenix Mercury (von New York Liberty) | George Washington        |
| 35   | Britney Jordan    | Vereinigte Staaten | Los Angeles Sparks                     | Texas A&M-Commerce       |
| 36   | Alba Torrens      | Spanien            | Connecticut Sun                        | Real Club Celto Indepo   |
| 37   | Tanae Davis-Cain  | Vereinigte Staaten | Detroit Shock                          | Florida State            |
| 38   | Mara Freshour     | Vereinigte Staaten | Seattle Storm                          | Florida State            |
| 39   | Candyce Bingham   | Vereinigte Staaten | San Antonio Silver Stars               | Louisville               |